# Gammelstilla-Bredmossen
Gammelstilla-Bredmossen este o arie protejată (arie specială de conservare — SAC, sit de importanță comunitară — SCI, arie de protecție specială avifaunistică — SPA) din Suedia întinsă pe o suprafață de 169,8 ha, integral pe uscat.

## Localizare
Centrul sitului Gammelstilla-Bredmossen este situat la coordonatele 60°24′42″N 16°37′55″E / 60.4118°N 16.6319°E.

## Înființare
Situl Gammelstilla-Bredmossen a fost declarat sit de importanță comunitară în ianuarie 1998 pentru a proteja 4 specii de animale. Alte tipuri de protecție:
- arie de protecție specială avifaunistică (în ianuarie 1998)[2]
- arie specială de conservare (în martie 2011)[1][3][4]

## Biodiversitate
Situată în ecoregiunea boreală, aria protejată conține 6 habitate naturale: Turbării active, Păduri caducifoliate de mlaștină fino-scandinave, Taiga vestică, Lacuri și iazuri distrofice naturale, Mlaștini turboase de tranziție și turbării mișcătoare, Mlaștini împădurite.
La baza desemnării sitului se află mai multe specii protejate de  păsări (4): cocor (Grus grus), vultur pescar (Pandion haliaetus), cocoșul de mesteacăn (Tetrao tetrix tetrix), fluierar de mlaștină (Tringa glareola).